# ろまん西野
ろまん西野（ろまんにしの、本名: 西野 元〈にしの げん〉、1986年3月17日 - ）は、日本の音楽家、レコーディング・エンジニア。大阪府出身。血液型はA型。

## 経歴
ベースを魚谷のぶまさに師事。2008年10月、フィドル奏者の上沼健二とともにインストゥルメンタルバンド"濁音"を結成。のちフルート担当の西川智子が加わって3人体制となり、次いで"knit"へ改称してアルバム3枚をリリースする。
2012年、DECO*27の「むかしむかしのきょうのぼく」のアコースティックアレンジを動画共有サイトへ投稿したのを皮切りに、ネット上での活動を開始した。
2015年より、ニコニコ動画で歌い手として活動するメガテラ・ゼロの動画にミキサーやギタリストとして参加。またメガテラ・ゼロ、詩郎、大達一真とともに4ピースロックバンド「メガロ」を結成し、2016年から2018年まで活動した。次いでメガテラ・ゼロが結成した「Mr.FanTastiC」のライブでもサポートメンバーとしてベースを演奏している。2020年にはメガテラ・ゼロとのユニット「BLUES DRIVER」を始動した。

## 参加作品
knit
- 『無季折々』（2011年5月30日）
- 『残暑見舞』（2012年3月30日）
- 『郷音〜サトノネ〜』（2014年5月10日）

その他
- 和多田雄介『空』（2007年8月10日）
- 森永エイジ『草原と宇宙のトラッド』（2013年8月3日）